# Geranium editum
Geranium editum là một loài thực vật có hoa trong họ Mỏ hạc. Loài này được Veldkamp mô tả khoa học đầu tiên năm 1978.